# 伊斯徹斯特-代里大道車站
伊斯徹斯特-代里大道車站（英語：Eastchester–Dyre Avenue station），顯示簡稱為「代里大道車站」（英語：Dyre Avenue station），是紐約地鐵IRT代里大道線的北顱總站，位於布朗克斯伊斯徹斯特代里大道及東233街，設有2號線（僅週末停站）及5號線（僅平日停站）列車服務。

## 車站結構
| P 月台層 | 1號軌道  | 平日往夫拉特布什大道-布魯克林學院, 僅週末和深夜往滾球綠地 (貝徹斯特大道) → 深夜接駁線往東180街 (貝徹斯特大道) → |
| P 月台層 | 島式月台 | |
| P 月台層 | 2號軌道  | 平日往夫拉特布什大道-布魯克林學院, 僅週末和深夜往滾球綠地 (貝徹斯特大道) → 深夜接駁線往東180街 (貝徹斯特大道) → |
| M        | 夾層     | 閘機、車站詢間處、MetroCard自動售票機                                                                           |
| G        | 街道     | 出入口 |

此站於1912年5月29日作為紐約、威斯徹斯特及波士頓鐵路的慢車站啟用，並於該鐵路1937年12月12日宣佈破產時關閉。1940年，紐約市收購了布朗克斯縣線往南的土地。1941年重新開設了伊斯徹斯特-代里大道車站及東180街車站的接駁線，使用IRT列車。1957年加入了往IRT白原路線的天橋後，加入了直通服務。
此站於重啟地鐵服務時移除了兩個舊的側式月台，但北行仍有小部份殘留。四條軌道改為了兩條軌道，使用北行慢車和南行快車軌道。島式月台加設於北行快車軌道。紐約、威斯徹斯特及波士頓鐵路南行慢車軌道，現時只用作橋北端的電棚和橋南端穩固兩部MTA工程用建築拖車的磨床之用。兩條軌道繼續延長至超過月台一列列車的長度，並於止衝擋結束。
車站北端位於地壘上，南端則為高架。威斯徹斯特縣的弗農山位於山上0.3英哩。

## 外部連結
- nycsubway.org—IRT White Plains Road Line: Dyre Avenue
- Station Reporter —  5 Train
- The Subway Nut — Eastchester–Dyre Avenue Pictures （页面存档备份，存于）
- Dyre Avenue entrance from Google Maps Street View
- Southern end of the platform from Google Maps Street View (during 2017 reconstruction)
- Northern end of the platform from Google Maps Street View (during 2017 reconstruction)